# Jean Alfonse
Jean Fontenaud (1482-1557) llamado Joan Alfonso o Jean Alfonse, nativo de la provincia de Saintonge, fue uno de los primeros exploradores franceses de América del Norte, destacado navegante y que realizó algunas acciones como corsario.

## Biografía

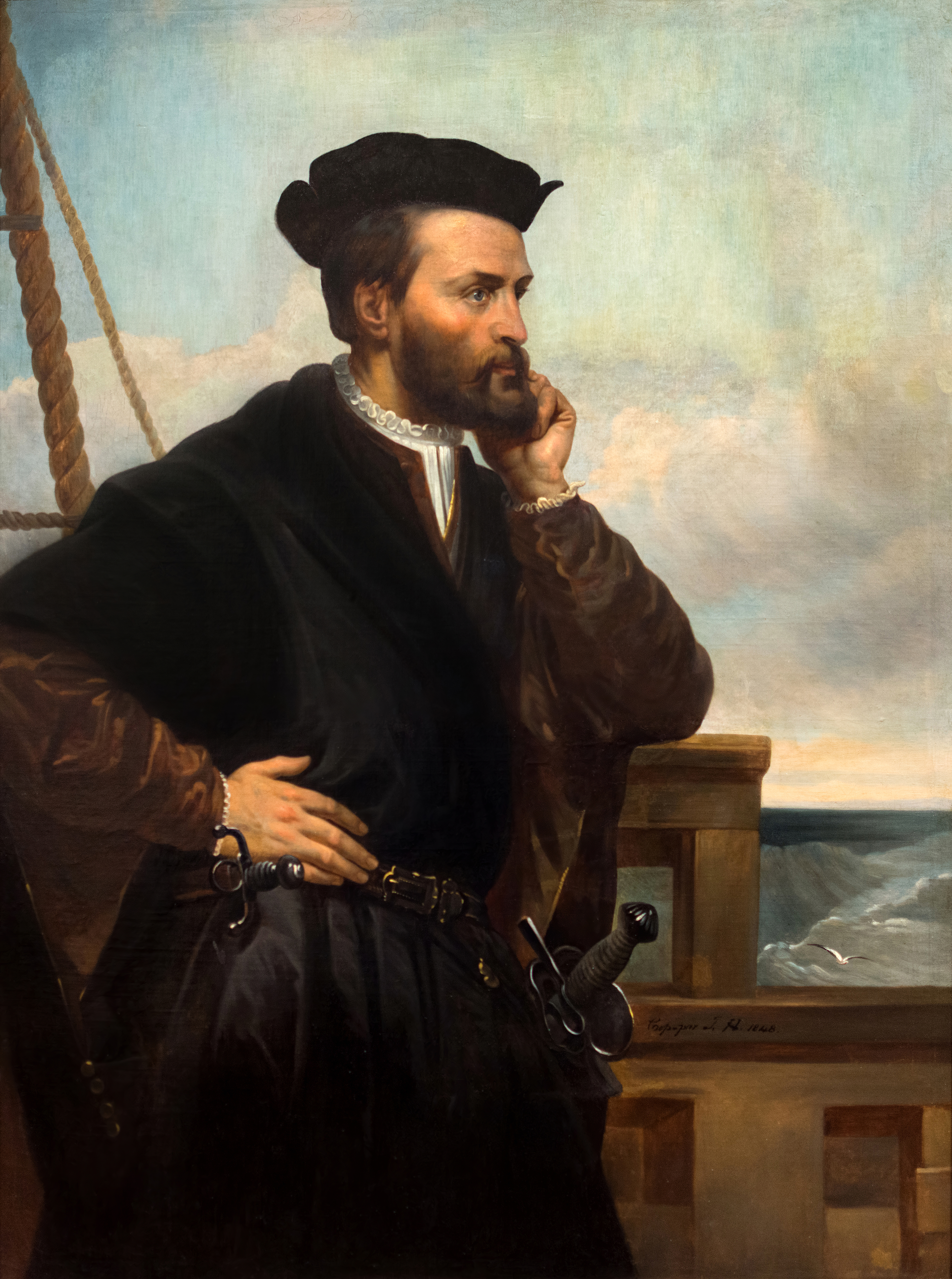
Representación imaginaria del navegante Jacques Cartier, contemporáneo y amigo de Jean Alfonse.

Poco se sabe de su vida. Se hizo a la mar a la edad de 12 años. Contratado como marinero a bordo de buques mercantes de Portugal, viajó a África occidental, a Brasil, dobló el cabo de Buena Esperanza, desembarcó en Madagascar y en la India Se casó con una portuguesa llamada Victorine Alfonso (o Victorina Alfonso), lo que le valió su apodo. Desde la década de 1540, era ya un capitán de renombre, capaz de llevar una flota hasta la Costa de Oro o a las Indias Occidentales, y nunca había perdido un barco. André Thevet evoca una conversación en la que Alfonso pretende haber saqueado Puerto Rico. Durante mucho tiempo se creyó que Xenomanes, el héroe de Rabelais, tuvo como modelo a Alfonse.
Durante el invierno de 1542-1543, Alfonso sirvió como piloto de Jean-François de la Rocque de Roberval, que, tras las huellas de Jacques Cartier, tenía esperanzas de fundar una colonia en Canadá. Alfonso demostró la existencia de un estrecho navegable entre Groenlandia y las costas del Labrador. Su tripulación , incluyendo 200 hombres y mujeres, algunos de ellos prisioneros, debió invernar en condiciones extremadamente duras en los orillas del río San Lorenzo. Diezmada por el escorbuto, una cuarta parte de la misma pereció antes de regresar a Francia .
A finales de 1544, después de que Paz de Crépy pusiera fin a las hostilidades entre Francia y España, Alfonso zarpó de La Rochelle con una flotilla que incluía algunos arrastreros vascos. Iba en busca del Paso del Noroeste a lo largo del gran río San Lorenzo e hizo cartas que aparecieron en su Cosmografía de 1545 , incluyendo una Terra Australis llamada La Gran Java (la Grande Jave). En esa obra Jean Alfonse escribió:

La Gran Java es un país que va tan lejos como el polo antártico y la Tierra austral al oeste, a la tierra del estrecho de Magallanes, en la parte este. Algunos dicen que estas islas, pero por lo que vi, es un continente [tierra firme] ... Lo que se llama Java Menor es una isla, pero la Gran Java es la tierra firme.
La Grand Jave est un pays qui va aussi loin que sous le pôle antarctique et de la Terre australe à l'ouest, à la terre du détroit de Magellan, sur la partie est. Certains disent que ces îles, mais d'après ce que j'ai vu, elle est un continent [terre ferme]… Ce qui est appelé Jave Mynore est une île, mais la Grande Jave est la terre ferme.
Recueil de Voyages et de Documents pour servir à L'Histoire de la Géographie Géographie Georges Musset (ed.)

En 1557, una escuadra liderada por el español Pedro Menéndez de Avilés le atacó cuando regresaba a La Rochelle y envió a su barco al fondo del mar. Algunas fuentes dicen que el fatal encuentro se produjo en 1544 o en 1549. Murió en un arrecife de Rochelle, en el golfo de Vizcaya.[cita requerida]

## Obras
Jean Alphonse fue el autor de Voyages Avantureux, una obra póstuma publicada en 1559.  Es este libro afirma que «los beothuk son impios y diabólicos». Señaló la existencia de una península al sur de la inmensa isla de Terranova, donde se encontraba una villa indiana, el país de  Norembergue. Jean Alphonse era el protegido de Louise Robertet, dama de Halluy y baronesa de Vigean, a quien dedicó su Voyages Avantureux.
Sus escritos, que evocan días que duran un cuarto de año, han sugerido a algunos que se habría aventurado en aguas antárticas.  Dio descripciones variadas, a menudo nuevas, de países y pueblos que él y otros marineros habían visitado (Gaspesia, los beothuks, la isla de Saint-Pierre, las gemas de Madagascar, un continente al sur de la isla de Java) y da instrucciones para navegar en esas regiones.

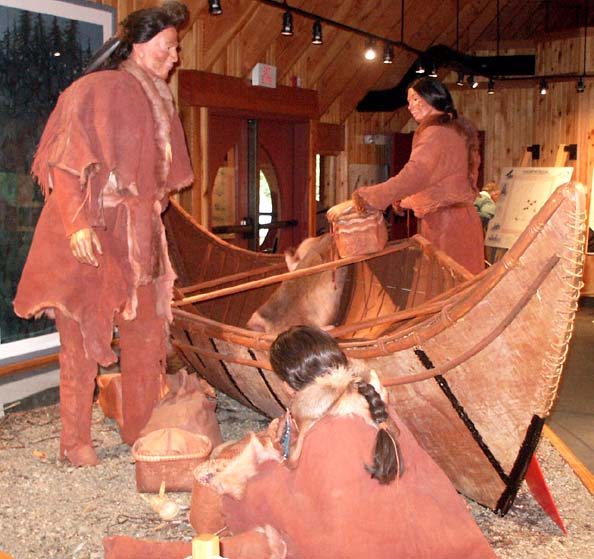
Los beothuk, una tribu ahora extinta de Terranova, no tuvieron mucha simpatía por Jean Alfonse.

- Les voyages avantureux du Capitaine Ian Alfonce (Poitiers, 1559)
- La Cosmographie avec l’espère et régime du soleil du nord par Jean Fonteneau dit Alfonse de Saintonge, capitaine-pilote de François Ier (manuscrito fechado en 1545 de la Biblioteca nacional de Francia, publicado en 1904)
- Le Routier de Jean Alphonse